# Campus de l'Esplanade
Le Campus central de Strasbourg (désigné aussi sous Campus Central de l'Esplanade, Campus Centre, Campus de l'Esplanade ou de manière plus familière L'Espla), est le principal campus de l'université de Strasbourg, il accueille le siège de l'université et regroupe de nombreuses composantes de l'université strasbourgeoise, ainsi qu'une grande partie de ses unités de recherches. Plusieurs grandes écoles, indépendantes de l'université y sont aussi présentes (école supérieure des arts décoratifs de Strasbourg et INSA), ainsi que plusieurs restaurants universitaires et cités universitaires.

## Localisation

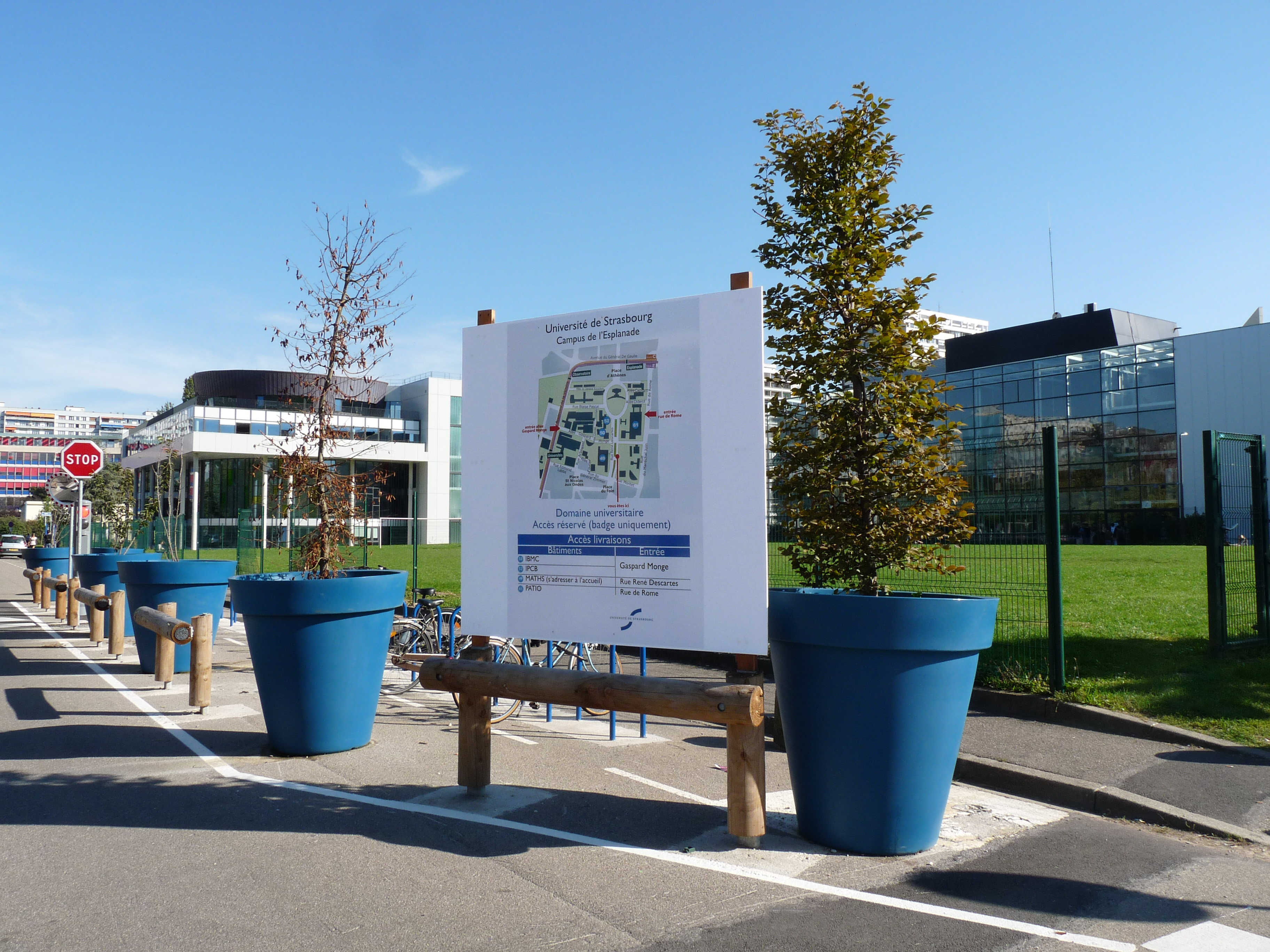
Campus de l'Esplanade

Le campus est en grande partie situé dans le quartier de l'Esplanade, proche du centre historique de Strasbourg.

## Histoire

### Contexte
Le nombre d’étudiant connaît un très fort accroissement dans les décennies suivant la Seconde Guerre mondiale. Cette hausse est liée non seulement au baby-boom, mais aussi aux mutations des études supérieures. Celles-ci deviennent en effet plus accessibles : autrefois réservées aux élites, elles s’ouvrent progressivement au reste de la société, en partie du fait de la généralisation des études secondaires et de la hausse du nombre de bacheliers. Par ailleurs, les cursus deviennent plus long et plus spécialisés, avec davantage de cours et de matières.
À Strasbourg, l’université se retrouve ainsi rapidement à l’étroit dans ses locaux du campus historique, le nombre d’étudiant passant de 5 000 en 1954 à 16 000 en 1965. Par ailleurs, les bâtiments du XIXe siècle ne sont pas adaptés aux besoins pédagogiques de la deuxième moitié du XXe siècle et tant le matériel que les salles spécialisées font défaut. Enfin, l’architecture même de l’ancien campus est fortement remise en question : vue comme ostentatoire et symbolique de l’université des élites, elle ne correspond plus aux nouvelles aspirations sociétales du monde universitaire.

### Acquisition des terrains de l’Esplanade
Une opportunité se présente en 1954, lorsque le ministère de la Défense décide de se séparer des terrains militaires de l’ancienne citadelle. Situés directement au sud et au sud-est du campus historique, ceux-ci occupent une surface de 72 ha, qui intéresse immédiatement l’université pour son extension. La Ville et le ministère de l’Éducation nationale y mettent toutefois un frein, craignant des coûts élevés, mais l’université peut compter sur le soutien de Pierre Pflimlin, député du Bas-Rhin et ministre des Finances, des Affaires économiques et du Plan.
Finalement, le ministère de l’Éducation nationale offre d’acquérir les terrains, le reste des travaux étant à la charge de l’université. Les moyens limités de cette dernière limitent par conséquent l’opération à 14 ha, le reste étant acquis par la Ville pour construire un nouveau quartier sur le même principe que la Neustadt au siècle précédent.

### Projet initial
Le grand projet qui en résulte, appelé « opération Esplanade », est la plus grande opération d’urbanisme de cette période en France après celle du quartier de La Défense. Sa conception est confiée aux architectes Roger Hummel, pour l’université, et Charles-Gustave Stoskopf pour les logements. Une nouvelle structure, la Société d’aménagement et d’équipement de la région de Strasbourg, ou S.E.R.S., est créée afin d’assurer la réalisation de l’ensemble.
Pour concevoir le nouveau campus, il est d’abord nécessaire de décider quelles facultés doivent s’y installer. Paradoxalement, bien que les doyens des différentes facultés dénoncent depuis plusieurs années les locaux du campus historiques, peu se montrent pressés de les quitter. Le directeur de l’institut de chimie, Hubert Forestier, et le doyen de la faculté de droit, Alex Weill, se démarquent en optant immédiatement pour l’installation sur le nouveau campus. Cette initiative leur permet de bénéficier d’une place proéminente dans le projet.

### Construction
La démolition des bâtiments militaires et la viabilisation des terrains prend encore deux ans, avant que la première pierre du premier bâtiment, l’immeuble de la faculté de droit, ne soit posée le 17 décembre 1960. La faculté de droit est achevée en 1962, suivie de l’école de chimie en 1965 et de l’institut de chimie biologique et de physiologie générale en 1966. Dans l’intervalle, de nouvelles constructions débutent, confiées à d’autres architectes : la faculté des Lettres et des Sciences Humaines est construite entre 1963 et 1966 sous la direction de Pierre Vivien, tandis les instituts de mathématique et de physique du globe sont édifiés entre 1964 et 1967 sur les plans de Bertrand Monnet.

## Architecture

### Composition d’ensemble
Bien qu’il ait été conçu au début des années 1960, le campus de l’Esplanade conserve un plan d’ensemble très traditionnel. À l’époque la plupart des nouveaux campus sont en effet construits sur le principe du campus évolutif, constitué de petites structures modulaires standardisées, comme ceux de l’université de Toulouse-Le-Mirail ou de l’université technique de Compiègne. Cette approche permet de réduire les coûts, de faciliter l’extension des bâtiments en cas de besoin et, en multipliant les espaces partagés, décloisonne les facultés et favorise les échanges entre disciplines. À l’opposé de cette approche, le choix est fait à Strasbourg de doter chaque faculté d’un bâtiment monumental, dans un ensemble soigneusement planifié. Ce choix, s’il épargne les susceptibilités identitaires des facultés, a toutefois l’inconvénient de faire du campus un ensemble figé et peu évolutif. Fondamentalement, le campus de l’Esplanade est ainsi dans son esprit et sa conception générale plus proche de l’ancien campus de 1872 que des campus contemporains.
Le campus est conçu de sorte à servir de liaison entre l’extension urbaine du quartier de l’Esplanade, et au-delà l’Allemagne, à l’est et le centre-ville à l’ouest, ainsi qu’entre la Neustadt au nord et le quartier de Neudorf au sud. Ce lien est matérialisé par un axe nord-sud, la rue Blaise Pascal, et est-ouest, la rue René Descartes et la rue de Londres, qui offre une perspective presque parfaite sur la cathédrale depuis la faculté de droit. Celle-ci se trouve à l’intersection des deux voies, la mettant ainsi en position centrale. Ce croisement de deux voies principales évoque le cardo ainsi que le decumanus des cités romaines et Stoskopf le relie à la fondation d’Argentoratum lors de l’inauguration du campus.

## Composition

### Enseignement et recherche
- Centre universitaire d'enseignement du journalisme (Cuej) ;
- École de management Strasbourg (EM Strasbourg) ;
- École et observatoire des sciences de la Terre (EOST) ;
- Faculté de chimie ;
- Faculté de droit, de sciences politiques et de gestion de Strasbourg ;
- Faculté de géographie et d'aménagement ;
- Faculté des arts ;
- Faculté des langues ;
- Faculté des lettres ;
- Faculté des sciences de la vie ;
- Faculté des sciences du sport ;
- Faculté des sciences économiques et de gestion ;
- Faculté des sciences sociales ;
- Institut du travail (IDT) ;
- UFR de mathématique et d'informatique[16].

### Laboratoires
- Centre de neurochimie ;
- Insectarium ;
- Institut de biologie moléculaire et cellulaire (IBMC) ;
- Institut de biologie moléculaires des plantes (IBMP) ;
- Institut de physiologie et de chimie biologique (IPCB) ;
- Institut de recherches mathématiques avancées (Irma) ;
- Institut de science et d'ingénierie supramoléculaire (Isis) ;
- Laboratoire des sciences de l'ingénieur, de l'informatique et de l'imagerie (ICube) ;
- Maison universitaire des sciences de l'homme Alsace[16].

### Autres structures
- Bibliothèque L'Alinéa ;
- Centre de culture numérique ;
- Centre sportif universitaire ;
- Collège doctoral européen ;
- Halle des sports ;
- Services de santé ;
- Studium[16].